# Waihee-Waiehu
Waihee-Waiehu is een plaats (census-designated place) in de Amerikaanse staat Hawaï, en valt bestuurlijk gezien onder Maui County.

## Demografie
Bij de volkstelling in 2000 werd het aantal inwoners vastgesteld op 7310.

## Geografie
Volgens het United States Census Bureau beslaat de plaats een oppervlakte van
13,6 km², waarvan 11,0 km² land en 2,6 km² water.

## Plaatsen in de nabije omgeving
De onderstaande figuur toont nabijgelegen plaatsen in een straal van 20 km rond Waihee-Waiehu.